# 基維爾營地

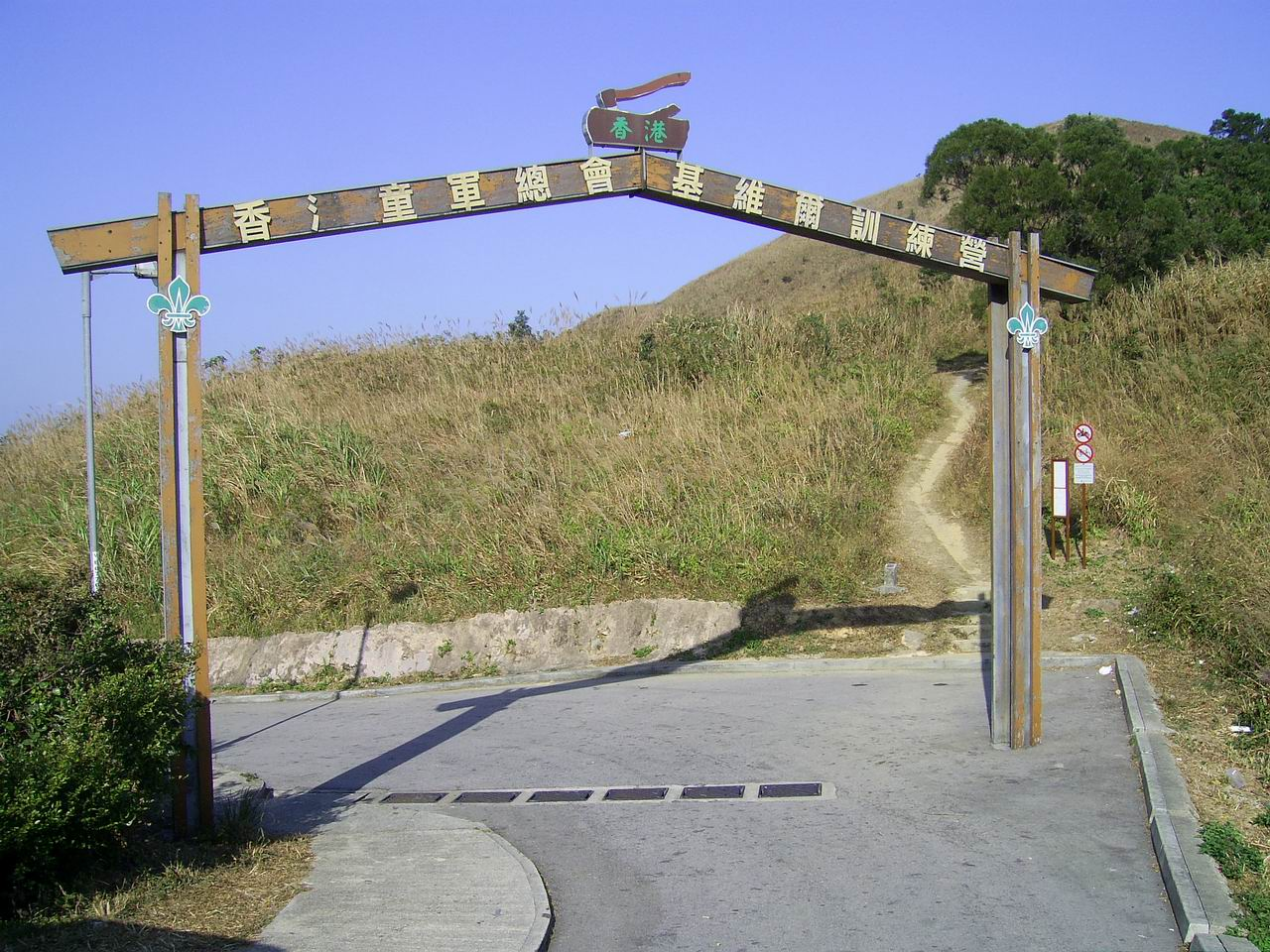
基維爾營地門樓

基維爾營地（英語：Gilwell Campsite）是香港童軍一個重要的營地。位於新界沙田區東洋山腳下近大老坳一帶，面積約20萬平方米，位於海拔420米，為香港童軍繼柴灣營地後的第二個營地。由營地步行數分鐘，可看到整個九龍半島、維多利亞港及香港島北部的風光。營地由香港童軍總會九龍地域管理。

## 歷史
此營地建成之前，九龍方面沒有營地供童軍露營，九龍童軍只可於非官方的鑽石山一帶及新界郊野地方露營。而這些營地皆不足以負擔整個九龍的童軍數量。因此開始計劃於九龍以北的沙田南設置營地。
基維爾營地源自1954年的威爾士太子錦標賽，負責領袖選出了茂草岩與老鼠田附近作為營地。而負責評判認為那是一個合適作為童軍營地的地點，因此向大埔理民府申請，於1960年獲批准。
由1960年開始了兩個「3年計劃」，建成了貯水壩、車路、水電等工程，於1968年啟用，擁有可容納400人的營火灶及5個小隊營區。
至今，營地已發展至共有18幅營區，每幅可供10-15人作露營之用，全營可容納270人。

## 設施

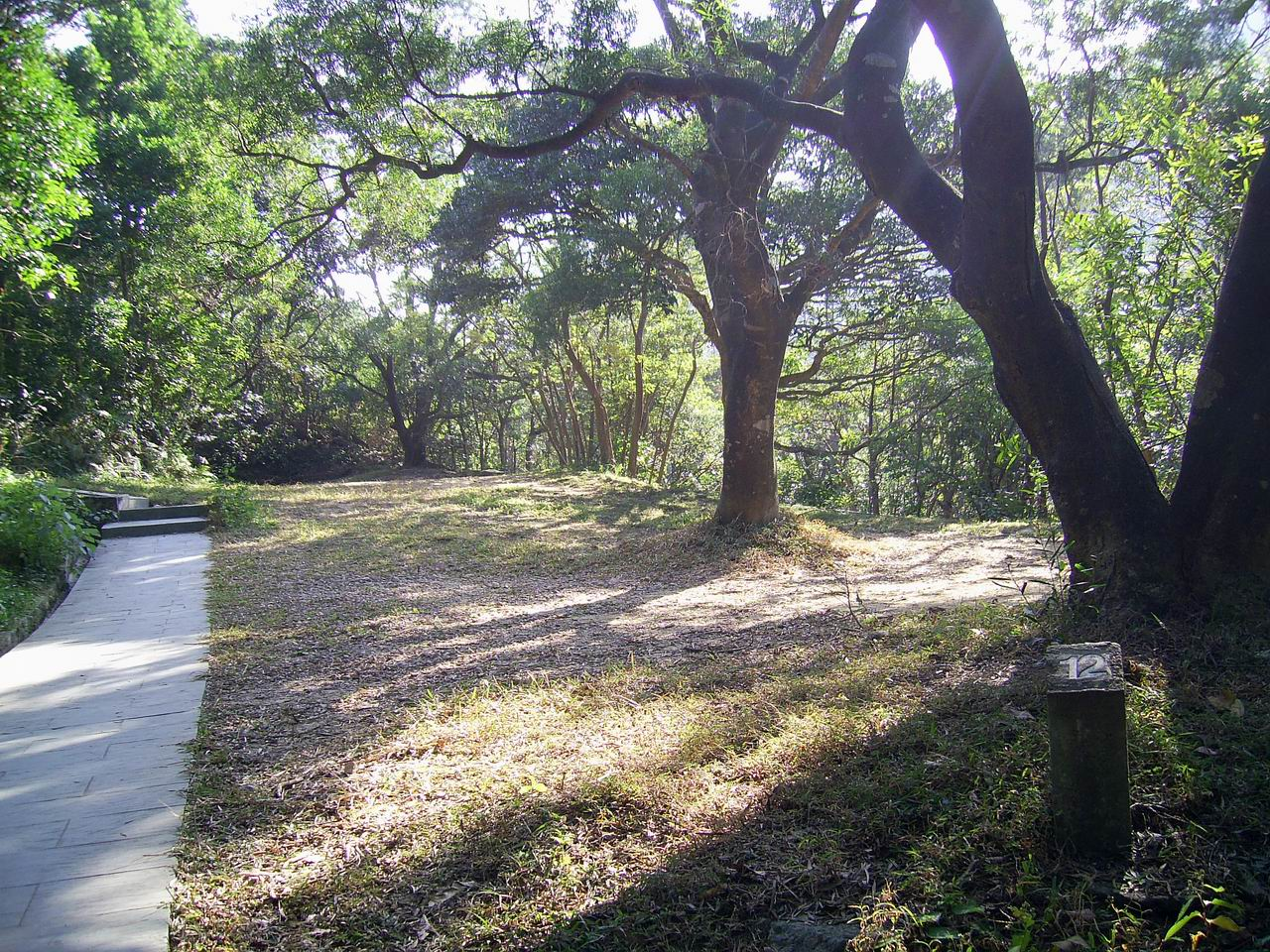
基維爾營地12號營區

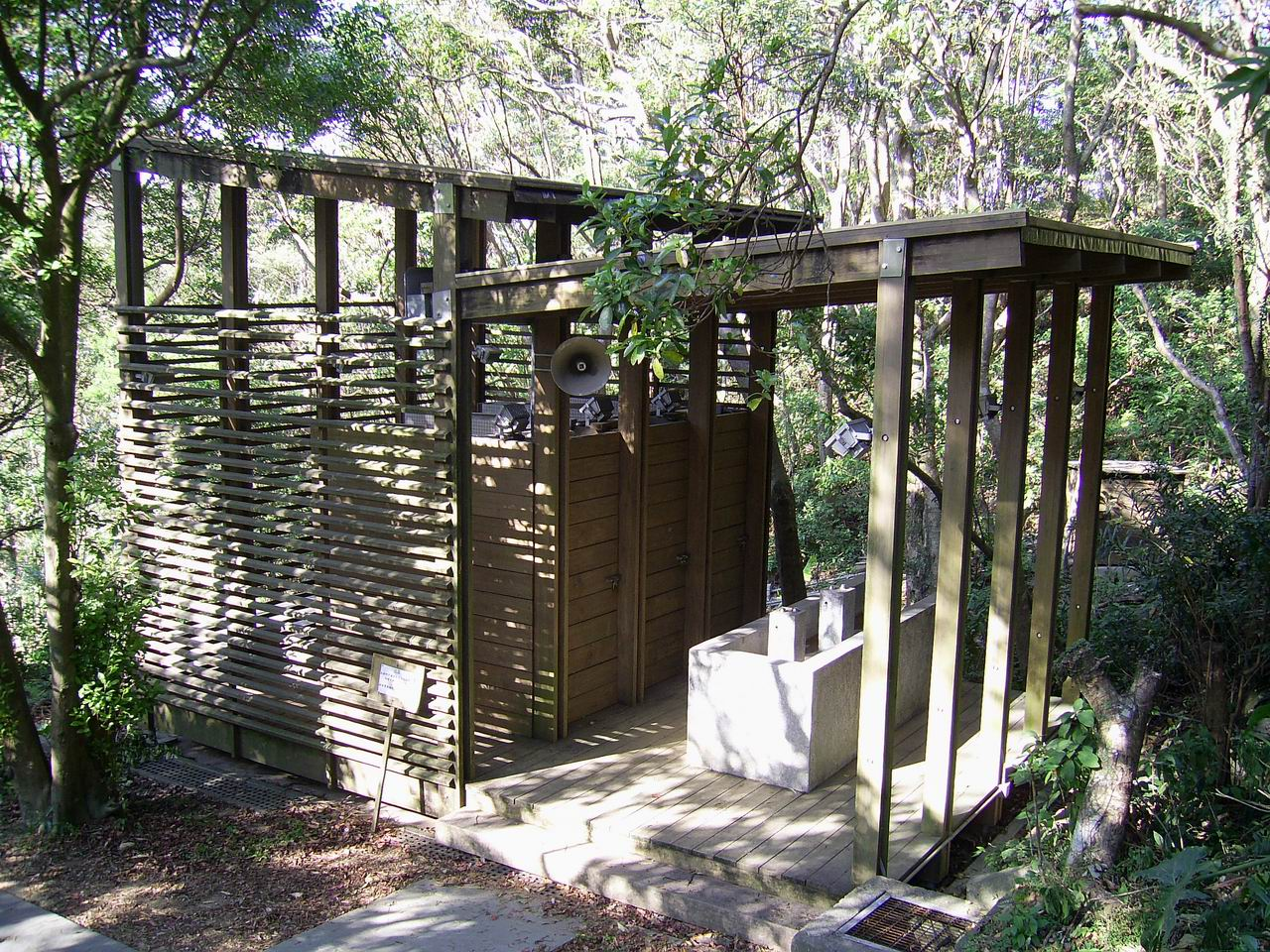
基維爾營地洗手間

- 露營區：營地共有18幅營區，每幅可供10-15人作露營之用，全營可容納270人。
- 講堂：營地設有一個講堂，可容納40人，設有白磁板及檯椅。
- 活動室：營地設有一個活動室，可容納40人，設有檯椅。
- 活動廣場：活動廣場可容納150人，作集體活動及進行先鋒工程之用途。
- 升旗場：升旗場可容納250人，作典禮儀式和集合之用途。
- 燒烤場：營地設有10個燒烤爐，每個可供6-8人使用，約可容納60人。
- 營火場：營火場可容納250人。
- 野外定向徑：營地設有固定野外定向徑。
- 浴室：分設男女浴室，熱水供應時間由20：00至00：00。
- 洗手間：營內設有男女洗手間。

## 交通
- 由一條無名小路連接，可由飛鵝山道接達。私家車及24座旅遊巴士可直達營地，惟車輛達5.5噸或以上，須預先向運輸署申請許可（所有車輛回程須經扎山道下山）；或
- 乘搭九巴91、91M或92號線在“德望學校”站下車，再沿清水灣道及飛鵝山道步行45分鐘前往；
- 經麥理浩徑、衛亦信徑等小徑由馬鞍山、西貢、沙田水泉澳、大老山、沙田坳等地步行前往。

## 外部連結
- 官方網站(由九龍地域管理) （页面存档备份，存于）
- 香港童軍總會刊登資料 （页面存档备份，存于）
- 歷史資料